# Schönborn (Rhein-Hunsrück járás)
Schönborn település Németországban, Rajna-vidék-Pfalz tartományban. Lakosainak száma 277 fő (2023. december 31.). Schönborn Rödern és Unzenberg községekkel határos.

## Népesség
A település népességének változása:
| Lakosok száma | 222  | 270  | 268  | 271  | 279  | 277  |
|               | 1975 | 2017 | 2019 | 2021 | 2022 | 2023 |